# 小林静雄

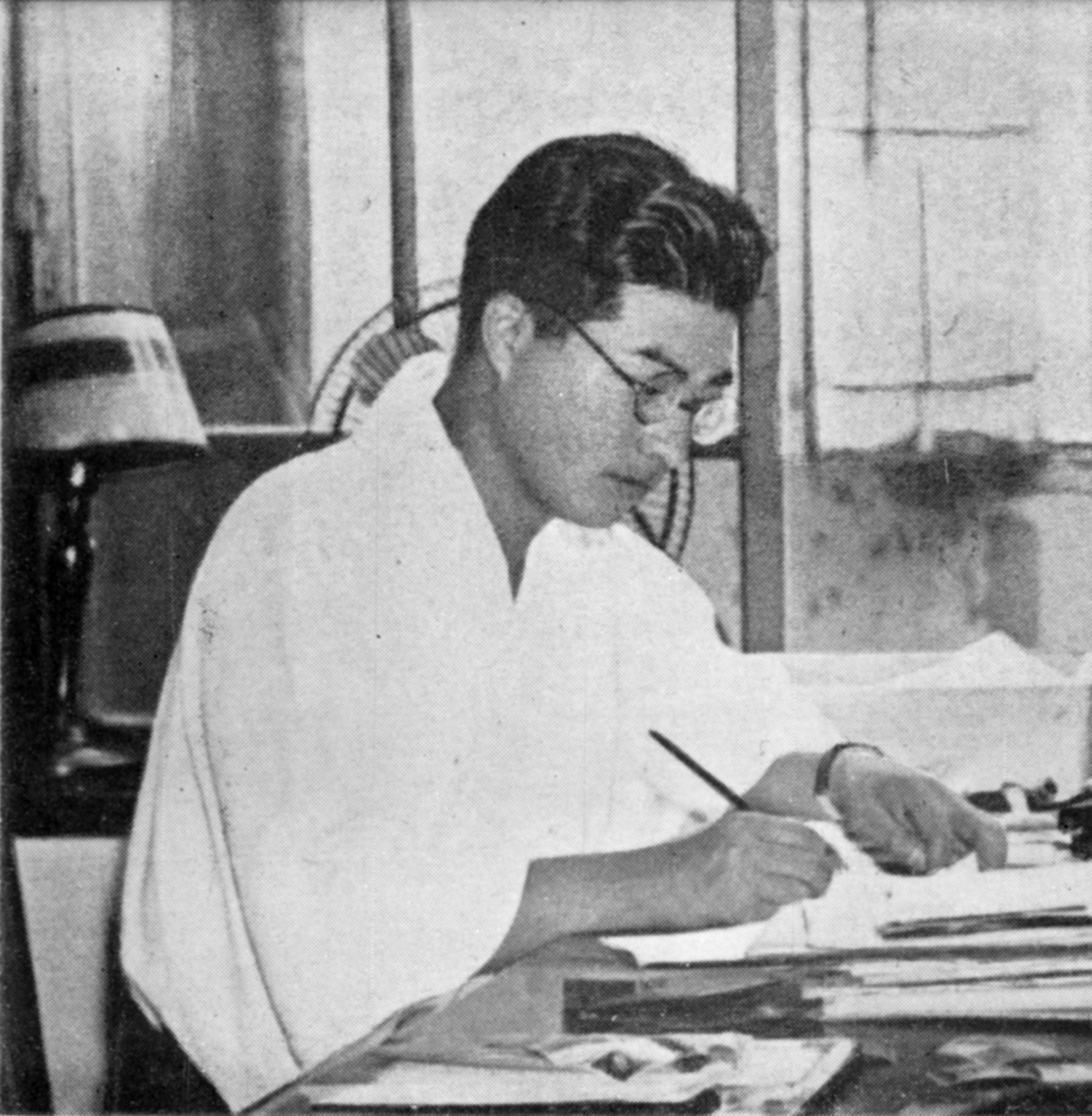
『世阿弥』（増補版）より

小林 静雄（こばやし しずお、1909年（明治42年）9月2日 - 1945年（昭和20年）1月24日）は、日本の能楽研究者。研究のみならず能評、さらに新作能の創作など才気にあふれた活動で将来を嘱望されたが、第二次世界大戦で戦死した。

## 生涯
東京世田谷の生まれ。1932年（昭和7年）、早稲田大学文学部国文学科卒業。卒業論文は能作者・観世信光について研究した「観世小次郎信光事蹟考」。これら能作者の研究は後に、代表作『謡曲作者の研究』（1942年（昭和17年））に結実することとなる。大学卒業後から読売新聞・国民新聞などに能評を掲載する一方、大学院在学中の1933年（昭和8年）には『能楽史料・第一輯』を刊行。1935年（昭和10年）、同大学大学院を修了。
以後、千代田女子専門学校で講師を務めつつ、能楽雑誌「観世」の編集主任として活躍。観世流による謡本「観世流大成版謡本」の刊行に当たってはその推進役となった。
その能楽史研究は多くの資料を用いた実証的なものであると同時に、新見と才気に満ちたもので、短い生涯の間に次々と優れた研究を発表した。特に『謡曲作者の研究』に収められた能作者についての研究は、作者研究の基礎をなすものとして高く評価されている。
また創作活動にも筆を染め、新作能「竈門山」（1940年（昭和15年））、「竈山」（1941年（昭和16年））、「山田長政」（1942年（昭和17年））、「緋桜」（1943年（昭和18年））を発表。
1944年（昭和19年）、教育召集を受け東部第2部隊（東京）に入隊、翌1945年（昭和20年）第10627部隊西矢隊に属してフィリピンへ渡り、ルソン諸島ミンドロ島で戦死。享年35。

## 著書
- 1933年（昭和8年） - 『能楽史料・第一輯』（大岡山書店）
- 1936年（昭和11年） - 『室町能楽期』（檜書店）
- 1939年（昭和14年） - 『学生の為めの謡曲鑑賞』（興文閣書房）
- 1942年（昭和17年） - 『謡曲作者の研究』（丸岡出版社）、『改訂増補謡曲の鑑賞』（荻原星文館）
- 1943年（昭和18年） - 『世阿弥』（檜書店）
- 1945年（昭和20年） - 『能楽史研究』（雄山閣）
- 1957年（昭和32年） - 増補版『世阿弥』（檜書店）
- 1974年（昭和49年） - 『謡曲作者の研究』再版（能楽書林）

## 評価
能楽研究者の表章は『謡曲作者の研究』の再版にあたり、小林を「鬼才」と評し、「観阿弥・世阿弥・元雅三代や宮増・信光らの能作者の伝記・作風について、今では常識化している学説の多くは、同書の新見に由来している」と述べている。例えば小林の宮増についての研究は、謎の作者と呼ばれる彼の正体を掘り起こすための先駆を為すものである。
4曲の新作能についても、皇紀2600年奉祝記念として作られた「竈門山」こそ「高砂」などの典型的な脇能をなぞった内容だが、他の3編は構成などに優れた工夫が見られ、戦時色の色濃さという難はあるものの、「技法的には余人の追随を許さない」との評がある。
旺盛な活動をみせた小林の夭逝は、第二次大戦による能楽研究界の損失の筆頭に挙げられるばかりでなく、能楽界全体の損失として惜しまれている。能楽研究者の羽田昶は「本来なら戦後も学界と能楽ジャーナリズムの両面で指導的な位置を占めたはずの人」と評価している。

## 人物
1933年（昭和8年）に君枝夫人と結婚。二女がある。君枝夫人は『謡曲作者の研究』再版時の後書きで、「大へん不器用で、遊びごとは何もできませんでした。ひまさえあれば、原稿用紙に向っている人でした」と往時の姿を記し、「今にして思うと、自分は短命だと分っていて、少しでも多く書き残しておきたかったのかとさえ思われます」と感慨を述べている。またその後書きには、小林の母が90近くになっても健在であること、母思いの長男であった小林のことを想っては涙を拭く老母の姿が記されている。
酒は飲めなかったがその代わり、喋りすぎるあまり興奮し眠れなくなってしまうほどの多弁であった。能楽評論家の三宅襄、能楽師の桜間道雄など、能界の多弁家で「七弦会」（「七言」「失言」にかけた命名）なる会を作り、この会では「多言院」を称した。桜間道雄は、絶対の自信を持っていた「高砂」の難を小林に看破されたことがあり、その感性と能評家としてのスタンスを高く評価している。
また、大岡昇平『俘虜記』には、兵役中の小林をモデルとした人物が登場する。

## 参考書籍
- 小林静雄『謡曲作者の研究』（能楽書林、1942年〈1974年再版〉）
- 小林静雄『世阿弥（増補版）』（檜書店、1957年）
- 西野春雄・羽田昶『能・狂言事典』（平凡社、1987年）
- 表章・竹本幹夫『岩波講座 能・狂言 II 能楽の伝書と芸論』（岩波書店、1988年）
- 横道萬里雄・西野春雄・羽田昶『岩波講座 能・狂言 III 能の作者と作品』（岩波書店、1987年）
- 藤波紫雪（順三郎）『うたひ六十年――紫雪おぼえ書――』（檜書店、1975年）
- 桜間道雄『能・捨心の芸術』（朝日新聞社、1972年）